# Franz Sigel
Franz Sigel (18 de novembro de 1824 - 21 de agosto de 1902) foi um oficial militar alemão-americano, revolucionário e imigrante nos Estados Unidos que foi professor, jornalista, político e serviu como major-general da União na Guerra Civil Americana. Sua capacidade de recrutar imigrantes de língua alemã para os exércitos da União recebeu a aprovação do presidente Abraham Lincoln, mas ele era fortemente odiado pelo general-em-chefe Henry Halleck.

## Juventude
Sigel nasceu em Sinsheim, Baden (Alemanha), e frequentou o ginásio em Bruchsal. Ele se formou na Academia Militar de Karlsruhe em 1843 e foi comissionado como tenente no Exército de Baden. Ele conheceu os revolucionários Friedrich Hecker e Gustav von Struve e tornou-se associado ao movimento revolucionário. Ele foi ferido em um duelo em 1847. No mesmo ano, aposentou-se do exército para iniciar os estudos da faculdade de direito em Heidelberg. Depois de organizar um corpo livre revolucionário em Mannheime mais tarde no condado de Seekreis, ele logo se tornou um líder das forças revolucionárias de Baden (com o posto de coronel) na Revolução de 1848, sendo um dos poucos revolucionários com experiência em comando militar. Em abril de 1848, ele liderou o "Sigel-Zug", recrutando uma milícia de mais de 4 000 voluntários para liderar um cerco contra a cidade de Friburgo. Sua milícia foi derrotada em 23 de abril de 1848 pelas tropas numericamente inferiores, mas melhor lideradas, do Grão-Ducado de Baden. Em 1849, ele se tornou Secretário da Guerra e comandante-chefe do governo republicano revolucionário de Baden. Ferido em uma escaramuça, Sigel teve que renunciar ao comando, mas continuou a apoiar o esforço de guerra revolucionária como ajudante geral de seu sucessor Ludwik Mieroslawski. Em julho, após a derrota dos revolucionários pelas tropas prussianas e a partida de Mieroslawski, Sigel liderou a retirada das tropas restantes em sua fuga para a Suíça. Sigel mais tarde foi para a Inglaterra. Sigel emigrou para os Estados Unidos em 1852, assim como muitos outros Forty-Eighters (europeus que participaram ou apoiaram as revoluções de 1848 que varreram a Europa) alemães.
Sigel ensinou nas escolas públicas da cidade de Nova York e serviu na milícia estadual. Ele se casou com uma filha de Rudolf Dulon e ensinou na escola de Dulon. Em 1857, ele se tornou professor no Instituto Germano-Americano em St. Louis, Missouri. Ele foi eleito diretor das escolas públicas de St. Louis em 1860. Ele foi influente na comunidade de imigrantes do Missouri. Ele atraiu alemães para a União e para as causas antiescravistas quando os apoiou abertamente em 1861.

## Guerra Civil
Logo após o início da guerra, Sigel foi comissionado coronel da 3ª Infantaria do Missouri, uma comissão que data de 4 de maio de 1861. Ele recrutou e organizou uma expedição ao sudoeste do Missouri, e posteriormente lutou na Batalha de Carthage, onde uma força de pro-milícia confederada do Missouri deu a ele um revés em uma luta estrategicamente insignificante. No entanto, a derrota de Sigel ajudou a estimular o recrutamento para a Guarda do Estado de Missouri e as forças confederadas locais. Sigel mais tarde participou de uma escaramuça em Dug Springs.
Ao longo do verão, o presidente Lincoln buscou ativamente o apoio de imigrantes antiescravistas e pró-sindicalistas. Sigel, sempre popular entre os imigrantes alemães, era um bom candidato para levar adiante esse plano. Ele foi promovido a brigadeiro-general em 7 de agosto de 1861, para o posto de 17 de maio, um dos vários primeiros generais políticos endossados por Lincoln.

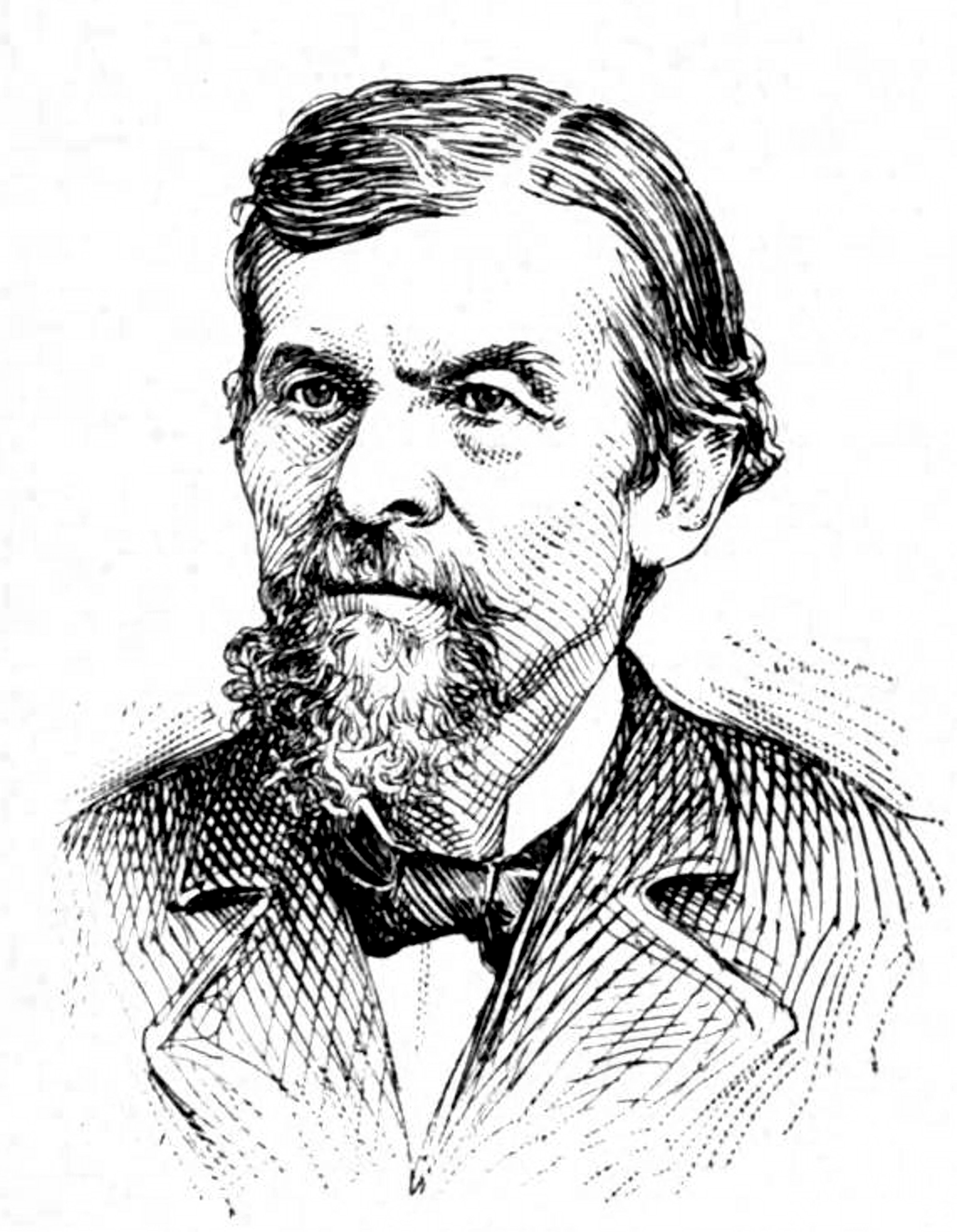
Retrato da Enciclopédia de Appleton

Sigel serviu sob o Brig. Gen Nathaniel Lyon na captura do acampamento confederado Jackson em St. Louis e na batalha de Wilson's Creek, onde seu comando foi derrotado após fazer uma marcha ao redor do acampamento confederado e atacar pela retaguarda. Sigel conduziu a retirada do exército após a morte do general Lyon.
Seu melhor desempenho veio em 8 de março de 1862, na Batalha de Pea Ridge, onde comandou duas divisões e dirigiu pessoalmente a artilharia da União na derrota do Major General Earl Van Dorn no segundo dia de batalha.
Sigel foi promovido a major-general em 21 de março de 1862. Ele serviu como comandante de divisão no Vale Shenandoah e lutou sem sucesso contra o major-general Thomas J. "Stonewall" Jackson, que conseguiu enganar e derrotar a maior força da União em um número menor. Ele comandou o I Corpo em Maj. Gen. John Pope do Exercito da Virginia na Segunda Batalha de Bull Run, outra derrota da União, onde foi ferido na mão.
Durante o inverno de 1862-63, Sigel comandou o XI Corpo de exército, consistindo principalmente de soldados imigrantes alemães, no Exército do Potomac. Quando Ambrose Burnside assumiu o comando do Exército do Potomac, ele instituiu "grandes divisões", consistindo em dois corpos cada; Sigel assumiu o comando da Grande Divisão da Reserva, formada pelo XI e XII Corps. A Grande Divisão da Reserva não viu nenhuma ação; ficou na reserva durante a Batalha de Fredericksburg. Após a batalha e a dissolução das grandes divisões, Sigel voltou ao comando do XI Corpo de exército. Ele havia desenvolvido uma reputação de general inepto, mas sua capacidade de recrutar e motivar imigrantes alemães o mantinha empregado em uma posição politicamente sensível. Muitos desses soldados falavam pouco inglês além de "Vou lutar com meu Sigel", que era seu slogan orgulhoso e que se tornou uma das canções favoritas da guerra.
Eles ficaram bastante descontentes quando Sigel deixou o corpo em fevereiro de 1863 e foi substituído pelo major-general Oliver O. Howard, que não tinha afinidades com imigrantes. Felizmente para Sigel, as duas marcas negras na reputação do XI Corpo de exército - Chancellorsville e Gettysburg - aconteceriam depois que ele fosse substituído.
O motivo da saida do comando de Sigel não é claro. Alguns relatos citam problemas de saúde; outros, que ele expressou seu descontentamento com o pequeno tamanho de seu corpo e pediu para ser substituído. Muitos historiadores também citam a falta de destreza e habilidade militar. Em várias ocasiões, ele tomou decisões militares terríveis, resultando na morte de seus soldados e também de Nathaniel Lyon em 1861 na Batalha de Wilson's Creek. O general-em-chefe Henry W. Halleck detestava Sigel e conseguiu mantê-lo relegado a serviços leves no leste da Pensilvânia até março de 1864. O presidente Lincoln, por razões políticas, ordenou ao Secretário da Guerra Edwin M. Stanton que colocasse Sigel no comando do novo Departamento de West Virginia.
Em seu novo comando, Sigel abriu as Campanhas do Vale de 1864, lançando uma invasão do Vale do Shenandoah. Ele foi derrotado pelo major-general John C. Breckinridge na Batalha de New Market, em 15 de maio de 1864, o que foi particularmente embaraçoso devido ao papel proeminente que jovens cadetes do Instituto Militar da Virgínia desempenharam em sua derrota. Após a batalha, Sigel foi substituído pelo major-general David Hunter. Em julho, Sigel lutou contra o tenente-general Jubal A. Early em Harpers Ferry, mas logo depois foi substituído por Albion P. Howe.
Sigel passou o resto da guerra sem um comando ativo.

## Carreira pós-guerra
Sigel renunciou à sua comissão em 4 de maio de 1865. Trabalhou como editor do Baltimore Wecker por um curto período e depois como editor de jornal na cidade de Nova York. Ele ocupou vários cargos políticos lá, tanto como democrata quanto como republicano. Em 1869, concorreu à chapa republicana para Secretário de Estado de Nova York, perdendo para o atual democrata Homer Augustus Nelson. Em maio de 1871 tornou-se coletor da receita interna, e depois em outubro de 1871, registro da cidade. Em 1887, o presidente Grover Cleveland nomeou-o agente de pensões da cidade de Nova York. Também lecionou, trabalhou com publicidade e publicou por alguns anos o New York Monthly, periódico germano-americano.
Franz Sigel morreu em Nova York em 1902 e está enterrado no cemitério Woodlawn no Bronx, na cidade de Nova York. Sua neta, Elsie Sigel, foi vítima de um famoso assassinato.

## Honras
Estátuas dele estão no Riverside Park, esquina 106th Street em Manhattan e no Forest Park em St. Louis, Missouri. Há também um parque com o nome dele no Bronx, ao sul do Palácio da Justiça, perto do Yankee Stadium. Siegel Street em Williamsburg, Brooklyn foi nomeado após ele, Sigel Street em Worcester, Massachusetts também foi nomeado após ele, bem como a vila de Sigel, Pensilvânia, fundada em 1865, além de Sigel, Illinois. Sigel Township, Minnesota, estabelecida em 1856, também recebeu o nome de Sigel.